# Almargen
Almargen és un municipi d'Andalusia, a la província de Màlaga, dins la comarca de Guadalteba

## Toponímia
El nom de Almargen és d'origen àrab - els dos prats- i encara que no es coneixen dades històriques d'aquest període, ni jaciments arqueològics concrets, sí que s'han observat vestigis de ceràmica, generalment regirats amb altres materials romans, al llarg de la vall formada pels rius Almargen i Corbones. El seu significat està estretament relacionat amb una zona de campament o exèrcit dedicada a la reorganització de tropes durant la reconquesta.

## Història
Referent a les dades d'origen, les recents troballes i els estudis realitzats en els jaciments arqueològics confirmen l'existència de l'home en aquestes terres almenys des de l'Edat del Coure. Existeixen restes de pobladors primitius que van habitar pel lloc (magatzems de gra en la zona de l'Almirón), així com dels colonitzadors romans (petita casa romana en carretera de Teba). En total es comptabilitzen trenta jaciments en la Carta Arqueològica local. Cal esmentar l'ídol de la fertilitat d'Almargen, una estatueta en marbre blanc de l'any 3000 aC. aproximadament, en la qual apareixen representats una dona embarassada i un fal·lus. La creença popular atorga a aquest ídol la qualitat de facilitar l'embaràs de la dona que el toqui.
El potencial agrícola de la plana d'Almargen i la seva situació estratègica en una zona convertida en fàcil pas d'homes i mercaderies, han afavorit el poblament d'aquestes terres des de molt antic, com s'ha demostrat per les últimes restes arqueològics trobats amb motiu de la construcció de la carretera entre Almargen i Olvera. Se sap de la presència de l'home al final del Neolític, però serà amb l'arribada dels fenicis quan la zona conegui el seu primer moment d'esplendor, al creuar per terres d'Almargen la via que unia Tartessos amb Mainake. Posteriorment, la romanització va deixar nombroses petjades en aquest territori, especialment en les conques dels rius Corbones i Almargen i la zona nord del municipi. Per aquí va passar una calçada romana que sortia de la Via XI que unia Antikaria (Antequera) amb Acinipo (Ronda la Vieja).

## Geografia
Almargen presenta un paisatge fronterer entre la Regió muntanyenca de Ronda, la Màlaga plana del nord i les campinyes sevillana i gaditana. Paisatge abrupte cap a la Regió muntanyenca per Cañete la Real, en el qual la carretera aprofita l'estreta vall de la La Cañada de la Saucedilla per a pujar fins a aquesta població en les mateixes portes de la Regió muntanyenca. Un paisatge que contrasta fortament amb el de la plana agrícola que estén entorn del poble camps de olivares, cereal i gira-sol. Més enllà de la plana el paisatge presenta petites llomes de formes arrodonides, que marquen el sostre del municipi una mica més d'un centenar de metres per sobre del nucli urbà (510 m.), en els turons de Salguera (620 m.). Galán (612 m.), La Grana (649 m.).